# アクセスカウンタ
アクセスカウンタとは、あるウェブページにどれだけのアクセスがあったかという情報を記録・表示するために用いられるプログラムのことで、CGIを利用して作られることが多い。

## 仕組み
1. ウェブページにアクセスするとアクセスカウンタ用プログラムが起動するようにする。
2. プログラムとは別に用意されたアクセス数記録用ファイルから、記録されているアクセス数を読み取る。
3. 読み取ったアクセス数に1を加え、それをファイルに書き戻す。
4. 現在のアクセス数を画像などを用いてウェブページに表示する（あらかじめ0から9までの画像ファイルを用意し、それを連結してアクセス数を表示させたものをHTMLのIMG要素から参照する、など）。

## 特殊機能
同じ人が間をおかずに閲覧するたびにアクセス数が増加する事を防ぐために、外部ファイルの最も後にアクセスしたIPアドレスを記録し、上の3.の段階で今アクセスしているIPアドレスとの異同を判断し、同じであれば加算しないという処理を組み込むことがある。